# Mikołaj z Pakości
Mikołaj z Pakości – kasztelan bydgoski w latach 1399–1400.
Został powołany na urząd kasztelana przez Władysława Jagiełłę po rezygnacji Mikołaja Purcza. Sprawował rządy zaledwie rok, gdyż w 1400 r. uchodził za zmarłego.